# Гудолл, Фредерик
Фредерик Гудолл (англ. Frederick Goodall; 1822—1904) — британский художник.

## Жизнь и творчество
Был вторым сыном гравера Эдварда Гудолла (1795–1870). Художественное образование Ф. Гудолл начал под руководством своего отца Эдуарда Гудолла, известного гравёра по металлу. В 1836 году Фредерик получает медаль от Королевского общества искусств, и вскоре — премию от этого же общества за картину Тело шахтёра, найденного при свете факелов. В 1839 одна из работ Ф. Гудолла (Французские солдаты, пьющие в трактире), участвует в выставке Королевской академии художеств (КАХ).
В конце 1840-х — середине 1850-х годов художник предпринимает творческие поездки во Францию, Бельгию, Ирландию и Уэльс, где много рисует. В 1860 году он путешествует по Италии, в 1858 и в 1870 годах посещает Египет. Увиденное в экзотических странах также послужило темой для многих картин художника. Египетская тематика была особо представлена в его работах. Так, на выставке его в КАХ Египту были посвящены более 170 полотен.
Ф. Гудолл был также замечательным акварелистом, членом Королевского общества художников-акварелистов. На его выставке в галерее этого общества в 1856 году были представлены 328 акварелей. Он выставлял работы в Королевской Академии художеств 27 раз в период с 1838 по 1859 год. Гудолл женился на Анне Томсон, дочери гравера Джеймса Томсона, в 1846 году. Среди их пятерых детей были художники Фредерик Тревельян и Говард Гудолл. После смерти Анны в 1869 году Гудолл женился на художнице Алисе Мэй Тэрри в 1872 году. У них было двое детей.

## Галерея

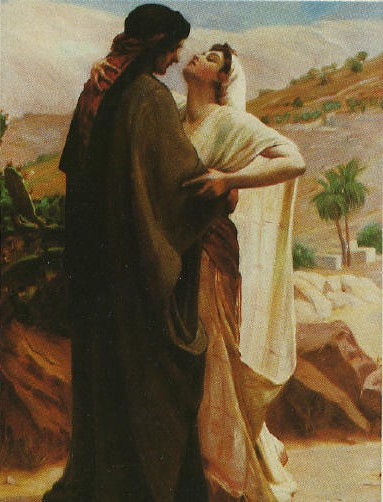
Страстное свидание
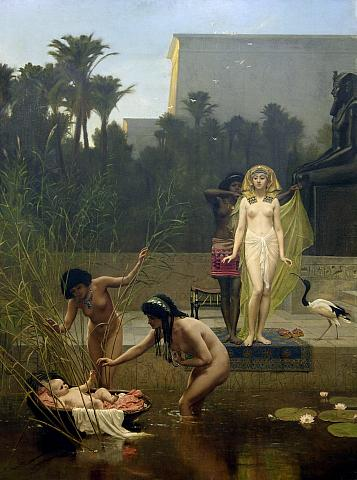
Дочь фараона находит Моисея
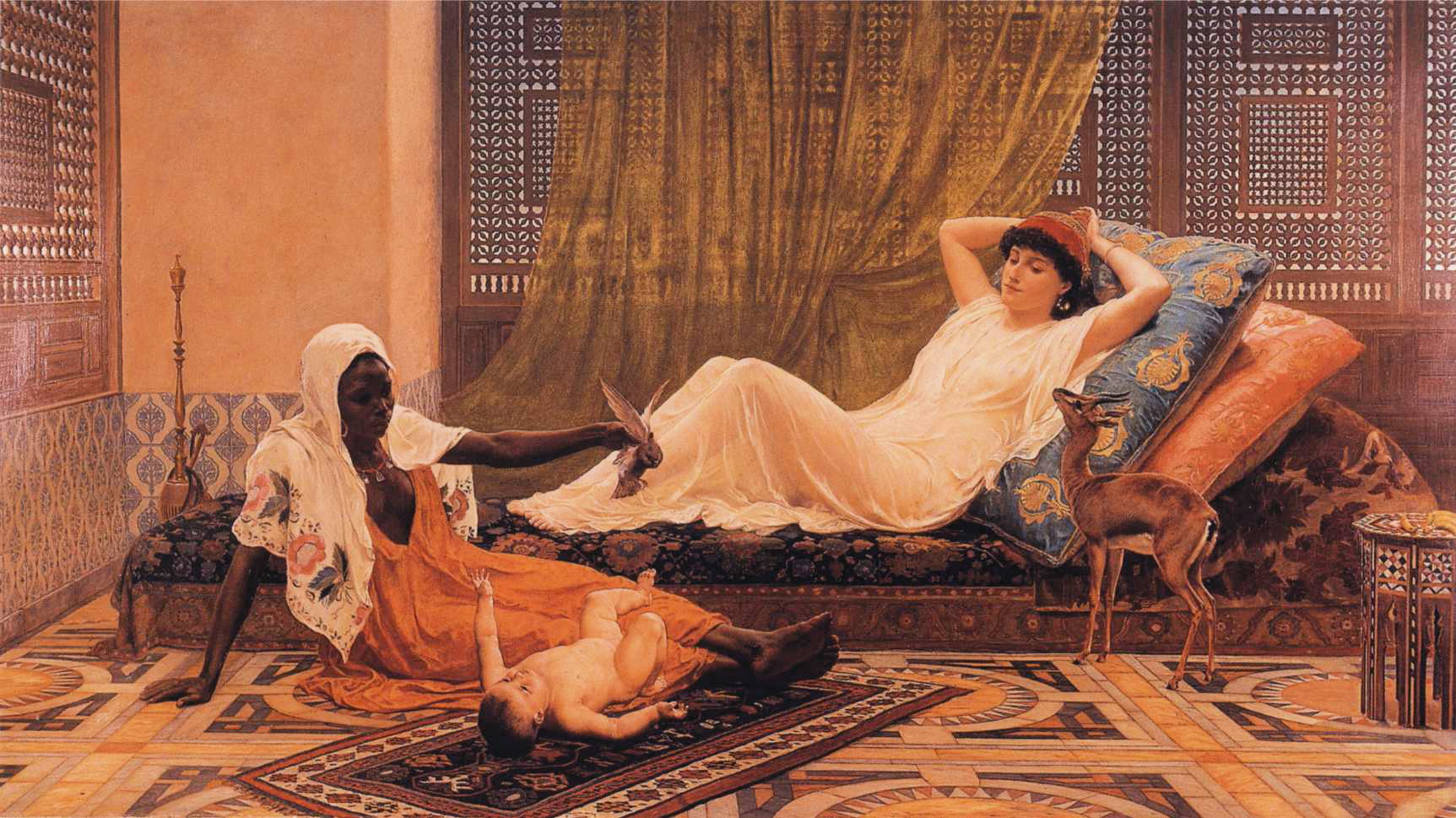
Новый свет в гареме
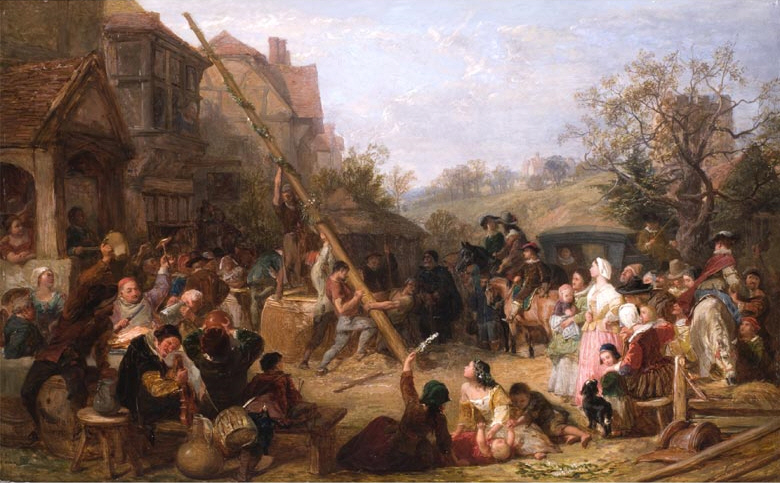
Возведение майского столба
Миранда
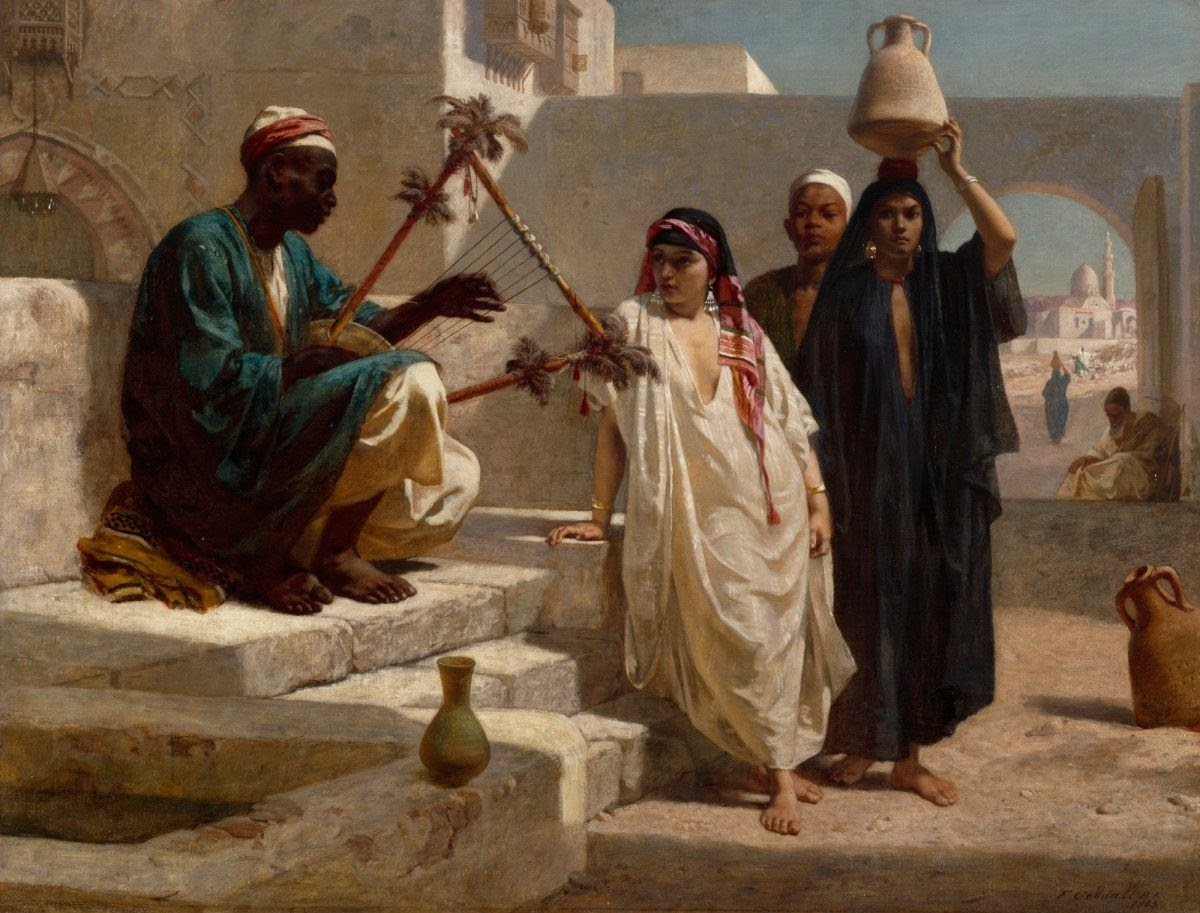
Песня нубийского раба
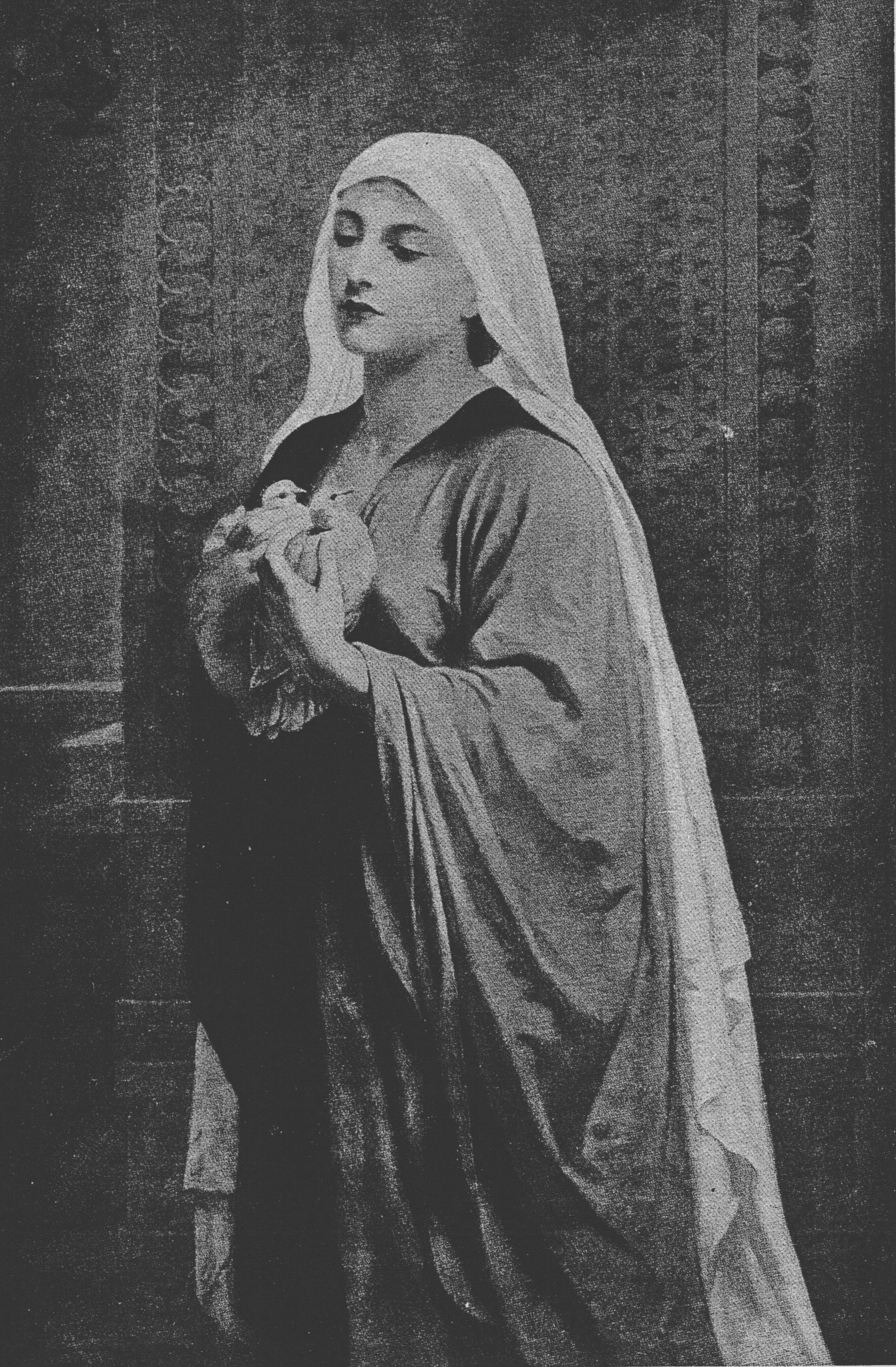
Пожертвование бедной вдовы